# Bobby Ellsworth
Robert Joseph Ellsworth (ismertebb nevén Bobby "Blitz" Ellsworth) (New Jersey, 1959. május 3. –) amerikai énekes a New Jerseyből indult Overkill thrash metal együttes frontembereként vált világszerte ismertté az 1980-as években. A műfaj egyik legkarizmatikusabb előadója.

## Zenei pályafutása
Pályafutását a D.O.A. nevű helyi punk zenekarban kezdte énekes-basszusgitárosként. Becenevét a The Dead Boys együttes dobosától Johnny Blitz-től kölcsönözte. A korábban szintén a D.O.A.-ban játszó Robert Pisarek gitárossal együtt csatlakoztak az új zenésztársakat kereső D. D. Verni basszusgitároshoz és Rat Skates doboshoz, és megalakították az Overkillt. Az elsők között vegyítették zenéjükben a punk és a heavy metal stílusjegyeit. Az Overkill 1984-ben kapott lemezszerződést a Metallicát is elindító Megaforce Recordstól. Első albumuk 1985-ben jelent meg Feel the Fire címmel. Ellsworth ráspolyos hangja, energikus előadásmódja és punkos hozzáállása a zenekar egyfajta védjegyévé vált az évek során. Ellsworth írta a dalszövegeket is. Az Overkill az 1980-as évek végére, az 1990-es évek elejére lett világszerte ismert, lemezeiket már az Atlantic Records adta ki. A műfaj népszerűségének csökkenésével az ezredfordulóig az Overkill is visszaszorult az undergroundba, de a D. D. Verni–Bobby "Blitz" Elsworth páros töretlenül készíti a lemezeket, és folyamatosan koncertezik a zenekar aktuális felállásával.
2006-ban Ellsworth, a Hades/Non-Fiction gitáros Dan Lorenzo és a Non-Fiction dobos Mike Cristi egy közös zenekart hoztak össze The Cursed néven. Egyetlen nagylemezük 2007-ben jelent meg a spanyol Locomotive lemezkiadónál Room Full of Sinners címmel. A tagok zenei előéletével szemben nem thrash metal, hanem doom metal stílusú dalok kerültek lemezre.
2018-ban Ellsworth közreműködött a Mike Portnoy, David Ellefson, Alex Skolnick nevével fémjelzett Metal Allegiance projekt második albumán. Nem csak elénekelte a "Mother of Sin" dalt, de ő írta a dalszöveget is.

## Egészségügyi problémái
1997 tavaszán a From the Underground and Below című album amerikai turnéját félbe kellett szakítani, amikor kiderült, hogy az énekes orrán egyfajta bőrrákot, pikkelyes sejt karcinómát diagnosztizáltak. A műtét utáni kezelést nem töltötte tétlenül az énekes és a zenekar sem, elkezdtek új dalokon dolgozni. Ennek eredménye lett az 1999-ben megjelent Necroshine című Overkill-album, amelynek több dala is Ellsworth betegségével foglalkozik.
Ellsworth 2002-ben az Overkill európai turnéján Nürnbergben a koncert közben szélütést kapott, leesett a színpadról. Az orvosok átmeneti agyi vérellátási zavart diagnosztizáltak nála miután kórházba szállították. „Anyámnak is volt ilyenje, és semmi köze nem volt az életstílusomhoz... Ez a dolog meg genetikai alapon működik, szóval nem láthattam előre, egyszerűen csak megtörtént.” – nyilatkozta később.
2013-ban szintén Németországban került kórházba Ellsworth, miután rosszullét miatt lemondták hamburgi koncertjüket. A vizsgálatokat végző orvos közölte vele, hogy mindössze 6 hónapja van hátra. Ez az élmény ihlette az "Another Day to Die" dal szövegét a White Devil Armory albumon. Később kiderült, hogy mindössze életmódváltásra volt szüksége, ekkor hagyta abba a dohányzást.

## Üzleti tevékenységei
Társtulajdonosa a Chocolaterie nevű, prémium csokoládékkal foglalkozó üzletnek a New York állambeli Nyackban, melyet felesége vezet.

## Diszkográfia
Overkill
| - 1985 – Feel the Fire - 1987 – Taking Over - 1988 – Under the Influence - 1989 – The Years of Decay - 1991 – Horrorscope - 1993 – I Hear Black - 1994 – W.F.O. - 1996 – The Killing Kind - 1997 – From the Underground and Below - 1999 – Necroshine | - 2000 – Bloodletting - 2003 – Killbox 13 - 2005 – ReliXIV - 2007 – Immortalis - 2010 – Ironbound - 2012 – The Electric Age - 2014 – White Devil Armory - 2017 – The Grinding Wheel - 2019 – The Wings Of War |

The Cursed
- Room Full of Sinners (2007)[11]

Közreműködések
- "The Alliance of Hellhoundz" dal (ének); Destruction – The Curse of the Antichrist – Live in Agony album (2009)[12]
- "Always Live to Win" dal (ének); Doro Pesch – 25 Years in Rock... and Still Going Strong album (2010)[13]
- "Mother of Sin" dal (ének, dalszöveg); Metal Allegiance – Volume II: Power Drunk Majesty album (2018)[14]

## További információ
- Bobby Ellsworth az Internet Movie Database-ben (angolul)